# Hendrik Herzog
Hendrik Herzog (* 2. dubna 1969, Halle) je bývalý německý fotbalista, střední obránce.

## Fotbalová kariéra
Ve východoněmecké oberlize hrál za Berliner FC Dynamo, n Nastoupil v 63 ligových utkáních a dal 5 gólů. S Berliner FC Dynamo získal dvakrát mistrovský titul a dvakrát východoněmecký fotbalový pohár. Za reprezentaci Východního Německa (NDR) nastoupil v roce 1990 v 7 utkáních. Po sjednocení Německa hrál v bundeslize za týmy FC Schalke 04, VfB Stuttgart, Hertha BSC a SpVgg Unterhaching, nastoupil ve 208 ligových utkáních a dal 14 gólů. V roce 1997 vyhrál s VfB Stuttgart německý fotbalový pohár. V Poháru mistrů evropských zemí nastoupil ve 12 utkáních a v Poháru vítězů pohárů nastoupil ve 4 utkáních.

## Ligová bilance
| Ročník                                  | Zápasy | Góly | Klub               |
| --------------------------------------- | ------ | ---- | ------------------ |
| DDR-Oberliga 1986/87                    | 7      | 0    | Berliner FC Dynamo |
| DDR-Oberliga 1987/88                    | 2      | 0    | Berliner FC Dynamo |
| DDR-Oberliga 1988/89                    | 15     | 1    | Berliner FC Dynamo |
| DDR-Oberliga 1989/90                    | 25     | 3    | FC Berlin          |
| DDR-Oberliga 1990/91                    | 15     | 1    | FC Berlin          |
| Německá fotbalová Bundesliga 1991/92    | 25     | 0    | FC Schalke 04      |
| Německá fotbalová Bundesliga 1992/93    | 5      | 0    | FC Schalke 04      |
| Německá fotbalová Bundesliga 1993/94    | 15     | 1    | FC Schalke 04      |
| Německá fotbalová Bundesliga 1994/95    | 28     | 8    | FC Schalke 04      |
| Německá fotbalová Bundesliga 1995/96    | 30     | 2    | VfB Stuttgart      |
| Německá fotbalová Bundesliga 1996/97    | 14     | 0    | VfB Stuttgart      |
| Německá fotbalová Bundesliga 1997/98    | 27     | 0    | Hertha BSC         |
| Německá fotbalová Bundesliga 1998/99    | 26     | 2    | Hertha BSC         |
| Německá fotbalová Bundesliga 1999/00    | 20     | 0    | Hertha BSC         |
| Německá fotbalová Bundesliga 2000/01    | 18     | 1    | SpVgg Unterhaching |
| 2. německá fotbalová Bundesliga 2000/01 | 5      | 0    | SpVgg Unterhaching |
| CELKEM DDR-Oberliga                     | 63     | 5    |                    |
| CELKEM Německá fotbalová Bundesliga     | 208    | 14   |                    |